# Martin Warner

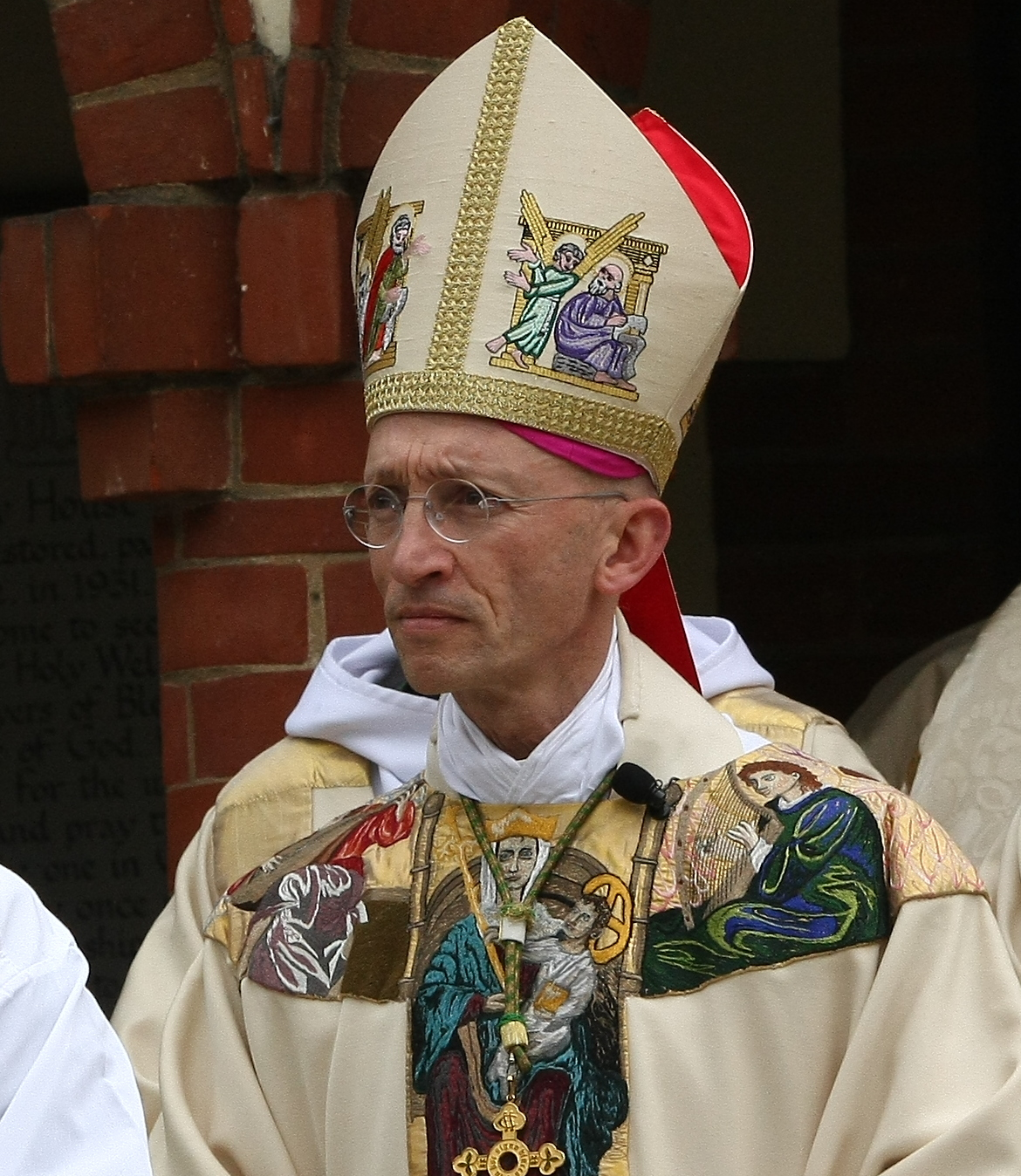
Martin Warner

Martin Clive Warner (* 24. Dezember 1958) ist ein britischer anglikanischer Theologe. Er ist seit 2012 Bischof von Chichester in der Church of England.

## Leben
Warner studierte in den 1970er Jahren Theologie am St Chad’s College der University of Durham. Zur Vorbereitung auf das Priesteramt besuchte er das St Stephen’s House, Oxford der University of Oxford. Sein Theologiestudium schloss er mit einem Ph.D. ab. Seine Doktorarbeit befasste sich mit dem Thema Marienverehrung; sie trägt den Titel Virginity Matters: power and ambiguity in the attraction of the Virgin Mary.
1984 wurde er zum Diakon geweiht; 1985 folgte seine Priesterweihe. Seine Priesterlaufbahn begann er von 1984 bis 1988 als Hilfsvikar (Assistant Curate) an der Peter’s Church in Exeter in der Grafschaft Devon. Von 1988 bis 1993 war er Pfarrer (Team Vicar) an der Church of The Resurrection und den angeschlossenen Kirchengemeinden (Parish of The Resurrection) in Leicester. Warner war Vorsteher (Administrator) des Shrine of Our Lady of Walsingham (1993–2002). Von 1998 bis 2000 war er außerdem Pfarrer, mit der Amtsbezeichnung „Priest in Charge“, von Hempton mit Zuständigkeit für die Kirchengemeinde in Pudding Norton. Er war von 2000 bis 2002 Ehrenkanoniker (Honorary Canon; Domherr) an der Norwich Cathedral. Er war anschließend Pfarrer (Associate Vicar) an der St Andrew’s Church in Holborn (2002–2003). Von 2003 bis 2010 war er Residenzkanoniker (Canon Residentiary; Domherr) an St Paul’s Cathedral; von 2008 bis 2009 war er Schatzmeister der St Paul’s Cathedral.
Am 26. Januar 2010 wurde er im York Minster von John Sentamu, dem Erzbischof von York, zum Bischof geweiht. Am 30. Januar 2010 wurde er in der St Hilda’s Church in Whitby offiziell in sein Amt als „Bischof von Whitby“ eingeführt. Er war von 2010 bis 2012 als „Bischof von Ramsbury“ Suffraganbischof in der Diözese York in der Church of England. Im August 2010 erlitt Warner während eines Urlaubsaufenthalts in Florenz einen Herzstillstand. Er wurde von einem Passanten 20 Minuten lang bis zum Eintreffen der Ambulanz beatmet und wiederbelebt. Im Oktober 2010 nahm er seine Amtsgeschäfte als Suffraganbischof wieder auf. Von 2008 bis 2011 schrieb Warner die wöchentliche Sunday's Readings-Kolumne der Zeitung Church Times.
Am 3. Mai 2012 wurde seine Ernennung zum Bischof von Chichester offiziell bekanntgegeben. Er wurde Nachfolger von John William Hind, der am 30. April 2012 in den Ruhestand getreten war. Seine Wahl wurde am 2. Juli 2012 förmlich bestätigt, wodurch er formell Bischof von Chichester wurde. Seine feierliche Amtseinführung und Inthronisation fand am 25. November 2012 in der Chichester Cathedral statt. Die Amtseinführung erfolgte durch Sheila Watson, der Archidiakonin von Canterbury, die im Namen von Rowan Williams, dem Erzbischof von Canterbury, offizielle Inthronisationen vornimmt.
Warner gehört dem konservativen, traditionalistischen, dem Anglo-Katholizismus verpflichteten, Flügel der Church of England an. Am 20. November 2012 war Warner neben John Goddard, dem Suffraganbischof von Burnley, und Geoffrey Rowell, dem Bischof von Gibraltar, einer von drei Diözesanbischöfen der Church of England, die in der Generalsynode der Church of England gegen die Frauenordination für das Bischofsamt stimmten. Warner hatte in der Generalsynode angekündigt, dass er selbst keine Frauenordinationen vornehmen werde, insbesondere keine Frauen zu Bischöfinnen weihen werde. Er erklärte jedoch, dass er für die Diözese Chichester einen modus vivendi finden werde, sollte die Ordination von Frauen in das Bischofsamt durch die Generalsynode verabschiedet werden. Warner räumte jedoch andererseits auch ein, dass die in der Generalsynode der Church of England im November 2012 beschlossene Ablehnung von Bischöfinnen der Church of England Schaden zugefügt habe. Warners Haltung zur Frauenordinationen hatte in der Diözese von Chichester zu massivem Widerstand und Protesten von Priestern und Kirchenmitgliedern geführt. Am 3. Januar 2018 wurde er als geistlicher Lord ins House of Lords aufgenommen.

## Privates
Warner ist ein begeisterter Radfahrer. Zu seinen Hobbys gehören: Theater, Oper sowie mittelalterliche und zeitgenössische Kunst.

## Titel
- 1958–1984: Martin Warner Esq
- 1984–2000: The Revd Martin Warner
- 2000–2010: The Revd Canon Martin Warner
- 2010–2018: The Rt Revd Martin Warner
- seit 2018: The Rt Revd the Lord Bishop of Chichester